# Liberdade assintótica

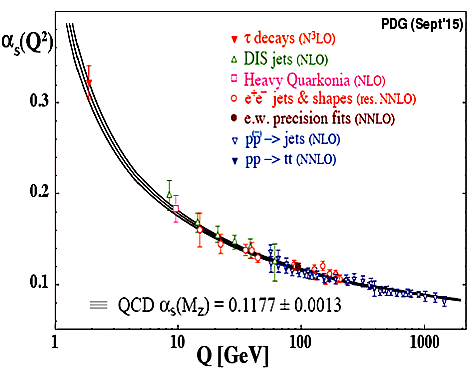
Evolução da "constante" de acoplamento da QCD (interação forte) α_{s} em função da energia (Q). (Ref. Grupo de Dados de Partículas 2015)

Em física, liberdade assintótica é a propriedade de teorias de gauge que causa as ligações entre partículas se tornarem assintoticamente fracas com o aumento da energia e o decrescimento da distância.
Liberdade assintótica é uma propriedade da cromodinâmica quântica, a teoria quântica de campos de interações nucleares entre quarks e glúons, os constituintes fundamentais da matéria nuclear. Quarks interagem fracamente em altas energias, permitindo cálculos perturbativos, feitos pelo DGLAP (grupo de cientistas que escreveram pela primeira vez sobre a evolução da teoria de cromodinâmica quântica), de cortes transversais em processos inelásticos de física de partículas; e interagem fortemente em energias baixas, prevenindo a separação de bárions (como prótons ou nêutrons com três quarks) ou mésons (como píons com dois quarks), as partículas compostas de matéria nuclear.
A liberdade assintótica foi descoberta e descrita em 1973 por Frank Wilczek e David Gross, e independentemente por David Politzer no mesmo ano. Todos os três receberam o Prêmio Nobel de Física em 2004.

## Descoberta
A liberdade assintótica foi descrita e publicada em 1973 por David Gross e Frank Wilczek, e também por David Politzer. Apesar desses autores serem os primeiros a entenderem a importância das interações fortes, Iosif Khriplovich, em 1969, também descobriu a liberdade assintótica na teoria de gauge [Grupo especial unitário|SU(2)] apenas como uma curiosidade matemática, e Gerard 't Hooft, em 1972, também observou o efeito, mas não publicou a descoberta. Por sua descoberta, Gross, Wilczek e Politzer receberam o Prêmio Nobel de Física em 2004.
A descoberta ajudou a restaurar a teoria quântica de campos. Antes de 1973, muitos teóricos acreditavam que a teoria de campos era fundamentalmente inconsistente pois suas interações se tornam infinitamente fortes em pequenas distâncias. Tal fenômeno é conhecido em inglês como Landau pole, que determina a menor escala de distância que a teoria é capaz de descrever. 